# John Muckler
John Muckler (né le 13 avril 1934 à Midland, dans la province de l'Ontario, au Canada et mort le 4 janvier 2021 à Amherst dans l'État de New York) est un joueur, entraîneur et dirigeant canadien de hockey sur glace. Il évoluait au poste de défenseur.

## Biographie
Après une carrière de joueur professionnelle passée dans des ligues mineures, essentiellement dans l'Eastern Hockey League, Muckler devient entraîneur, fonction qu'il a occupé lors de ses deux dernières années de joueur avec les Ducks de Long Island. En 1968, il fait ses débuts dans la Ligue nationale de hockey et dirige les North Stars du Minnesota mais il est remplacé par Wren Blair après 35 matchs alors que la franchise n'a à son actif que 6 victoires contre 23 défaites et 6 matchs nuls. Il passe ensuite sept saisons dans la Ligue américaine de hockey, menant les Reds de Providence à la finale de la Coupe Calder en 1974 avant de remporter la saison suivante le trophée Louis-A.-R.-Pieri du meilleur entraîneur de la saison dans la LAH. En 1978, il devient entraîneur des Blackhawks de Dallas qu'il mène à la conquête du titre dans la Ligue centrale de hockey et remporte à nouveau le titre de meilleur entraîneur qui est récompensé cette fois par le trophée Jake Milford.
Il fait son retour dans la LNH en 1982 où il est l'assistant de Glen Sather chez les Oilers d'Edmonton. En 1989, il prend les commandes de l'équipe qu'il mène à la conquête de la Coupe Stanley. Après une nouvelle saison avec les Oilers, il passe quatre saisons comme entraîneur des Sabres de Buffalo dont il est également le directeur général de 1993 à 1997, puis trois pour les Rangers de New York où il est remercié avant la fin de la saison. En 2001, il devient directeur général des Sénateurs d'Ottawa ; poste qu'il quitte ans plus tard après avoir été démis de ses fonctions. Le 23 septembre 2008, Muckler est embauché comme conseiller principal du directeur général des Coyotes de Phoenix .
Muckler est mort le 4 janvier 2021 à l'âge de 86 ans à Amherst dans l'État de New York.

## Statistiques
| Saison    | Équipe                                    | Ligue |    | Saison régulière | Saison régulière | Saison régulière | Saison régulière | Saison régulière |    | Séries éliminatoires | Séries éliminatoires | Séries éliminatoires | Séries éliminatoires | Séries éliminatoires |
| Saison    | Équipe                                    | Ligue | PJ | B                | A                | Pts              | Pun              | PJ               | B  | A                    | Pts                  | Pun                  |                      |                      |
| 1949-1950 | Hettche de Détroit                        | LIH   | 32 | 3                | 4                | 7                | 24               | 3                | 0  | 0                    | 0                    | 6                    |                      |                      |
| 1950-1951 | Hettche de Détroit                        | LIH   | 14 | 0                | 0                | 0                | 28               | --               | -- | --                   | --                   | --                   |                      |                      |
| 1951-1952 | Spitfires de Windsor                      | OHA   | 48 | 2                | 3                | 5                | 0                |                  |    |                      |                      |                      |                      |                      |
| 1952-1953 | Black Hawks de Galt                       | OHA   | 54 | 6                | 16               | 22               | 0                |                  |    |                      |                      |                      |                      |                      |
| 1954-1955 | Maroons de Chatham                        | OHASr | 7  | 0                | 1                | 1                | 0                |                  |    |                      |                      |                      |                      |                      |
| 1955-1956 | Canucks de Vancouver                      | WHL   | 1  | 0                | 0                | 0                | 0                | --               | -- | --                   | --                   | --                   |                      |                      |
| 1955-1956 | Clippers de Baltimore Rebels de Charlotte | EHL   | 62 | 11               | 34               | 45               | 82               | --               | -- | --                   | --                   | --                   |                      |                      |
| 1956-1957 | Clippers de Charlotte                     | EHL   | 62 | 7                | 45               | 52               | 126              | 13               | 1  | 3                    | 4                    | 8                    |                      |                      |
| 1957-1958 | Clippers de Charlotte                     | EHL   | 61 | 9                | 35               | 44               | 51               | 14               | 1  | 3                    | 4                    | 10                   |                      |                      |
| 1958-1959 | Clippers de Charlotte                     | EHL   | 64 | 9                | 23               | 32               | 64               | --               | -- | --                   | --                   | --                   |                      |                      |
| 1959-1960 | Rovers de New York                        | EHL   | 64 | 8                | 25               | 33               | 105              | --               | -- | --                   | --                   | --                   |                      |                      |
| 1960-1961 | Rovers de New York                        | EHL   | 64 | 7                | 23               | 30               | 128              | --               | -- | --                   | --                   | --                   |                      |                      |
| 1961-1962 | Ducks de Long Island                      | EHL   | 68 | 10               | 26               | 36               | 99               |                  |    |                      |                      |                      |                      |                      |
| 1962-1963 | Ducks de Long Island                      | EHL   | 50 | 3                | 21               | 24               | 93               |                  |    |                      |                      |                      |                      |                      |

| Saison    | Équipe                                     | Ligue |    | PJ | V  | D  | N | Pr.                         | Séries éliminatoires |
| 1961-1962 | Ducks de Long Island                       | EHL   | 68 | 26 | 41 | 1  | 0 |                             |                      |
| 1962-1963 | Ducks de Long Island                       | EHL   | 68 | 36 | 28 | 4  | 0 |                             |                      |
| 1964-1965 | Ducks de Long Island                       | EHL   | 72 | 42 | 29 | 1  | 0 |                             |                      |
| 1965-1966 | Ducks de Long Island                       | EHL   | 72 | 46 | 23 | 3  | 0 |                             |                      |
| 1967-1968 | South Stars de Memphis                     | LCPH  | 70 | 24 | 34 | 12 | 0 | Éliminés en première ronde  |                      |
| 1968-1969 | South Stars de Memphis                     | LCH   |    |    |    |    |   |                             |                      |
| 1968-1969 | North Stars du Minnesota                   | LNH   | 35 | 6  | 23 | 6  | 0 |                             |                      |
| 1970-1971 | Barons de Cleveland                        | LAH   |    |    |    |    |   |                             |                      |
| 1971-1972 | Barons de Cleveland                        | LAH   | 76 | 32 | 34 | 10 | 0 | Éliminés en première ronde  |                      |
| 1972-1973 | Barons de Cleveland Barons de Jacksonville | LAH   | 76 | 23 | 44 | 9  | 0 | Non qualifiés               |                      |
| 1973-1974 | Reds de Providence                         | LAH   | 76 | 38 | 26 | 12 | 0 | Finalistes                  |                      |
| 1974-1975 | Reds de Providence                         | LAH   | 76 | 43 | 21 | 12 | 0 | Éliminés en première ronde  |                      |
| 1975-1976 | Reds de Providence                         | LAH   | 76 | 34 | 34 | 8  | 0 | Éliminés en première ronde  |                      |
| 1976-1977 | Reds de Rhode Island                       | LAH   | 53 | 21 | 30 | 2  | 0 | Non qualifiés               |                      |
| 1978-1979 | Black Hawks de Dallas                      | LCH   | 76 | 45 | 28 | 3  | 0 | Vainqueurs                  |                      |
| 1981-1982 | Wind de Wichita                            | LCH   | 80 | 44 | 33 | 3  | 0 | Éliminés en deuxième ronde  |                      |
| 1989-1990 | Oilers d'Edmonton                          | LNH   | 80 | 38 | 28 | 14 | 0 | Vainqueurs                  |                      |
| 1990-1991 | Oilers d'Edmonton                          | LNH   | 80 | 37 | 37 | 6  | 0 | Éliminés en troisième ronde |                      |
| 1991-1992 | Sabres de Buffalo                          | LNH   | 52 | 22 | 22 | 8  | 0 | Éliminés en première ronde  |                      |
| 1992-1993 | Sabres de Buffalo                          | LNH   | 84 | 38 | 36 | 10 | 0 | Éliminés en deuxième ronde  |                      |
| 1993-1994 | Sabres de Buffalo                          | LNH   | 84 | 43 | 32 | 9  | 0 | Éliminés en première ronde  |                      |
| 1994-1995 | Sabres de Buffalo                          | LNH   | 48 | 22 | 19 | 7  | 0 | Éliminés en première ronde  |                      |
| 1997-1998 | Rangers de New York                        | LNH   | 25 | 8  | 15 | 2  | 0 | Non qualifiés               |                      |
| 1998-1999 | Rangers de New York                        | LNH   | 82 | 33 | 38 | 11 | 0 | Non qualifiés               |                      |
| 1999-2000 | Rangers de New York                        | LNH   | 82 | 29 | 38 | 12 | 3 | Non qualifiés               |                      |